# Frank Castle (Universo Cinematográfico Marvel)
Francis David "Frank" Castle Sr. é um personagem fictício interpretado por Jon Bernthal em uma série de televisão ambientada no Universo Cinematográfico Marvel (MCU) — baseada no personagem homônimo da Marvel Comics — comumente conhecido por seu alter ego, Justiceiro. Introduzido na segunda temporada da série Daredevil (2016) da Marvel Television / Netflix, Bernthal assinou um contrato para retornar para uma série spin-off, The Punisher (2017-2019); sua interpretação do personagem foi recebida positivamente.
Após o cancelamento das séries da Netflix da Marvel, incluindo Daredevil e The Punisher, Bernthal reprisou o papel nas produções da Marvel Studios, incluindo a série da Disney+ Daredevil: Born Again (2025–presente), um especial de televisão sem título do Justiceiro como parte das Apresentações Especiais da Marvel Studios e o filme Spider-Man: Brand New Day (ambos de 2026).

## Biografia de personagem fictício

### Se tornando o Justiceiro
Frank Castle, um ex-fuzileiro naval da Força de Reconhecimento, embarca em uma violenta campanha contra o crime organizado na cidade de Nova York após o assassinato de sua esposa e filhos durante um tiroteio em massa. O massacre, posteriormente revelado como resultado de uma operação policial fracassada envolvendo a Máfia Irlandesa, o Cartel e os Cães do Inferno, é acobertado pela polícia, deixando Castle como o único sobrevivente. Em busca de vingança, ele elimina sistematicamente membros dessas organizações criminosas, ficando conhecido como "o Justiceiro".
As ações de Castle o colocam em conflito com o Demolidor, que se opõe aos seus métodos letais. Suas diferenças ideológicas são destacadas quando Castle captura o Demolidor e tenta convencê-lo de que os criminosos devem ser eliminados permanentemente em vez de submetidos ao sistema legal. Castle mais tarde sobrevive a uma emboscada da Máfia Irlandesa e retalia massacrando sua liderança. Castle é eventualmente preso e levado a julgamento, com Foggy Nelson e Matt Murdock (secretamente a identidade civil do Demolidor) representando-o, enquanto estabelecem um relacionamento próximo com sua secretária Karen Page. Seu ex-comandante, Ray Schoonover, testemunha em seu nome, mas Castle deliberadamente interrompe sua defesa ao admitir abertamente seus assassinatos no tribunal, resultando em uma sentença de prisão perpétua.
Enquanto está preso na Ilha Ryker, Frank é manipulado pelo Rei do Crime para assassinar outro detento, Dutton. Após cumprir sua missão, Castle percebe que foi incriminado e que está sendo alvo de eliminação. No entanto, ele mata vários detentos e, por fim, força Fisk a libertá-lo, permitindo-lhe continuar sua missão fora da prisão. Ao retomar sua investigação, Frank descobre a verdade por trás das mortes de sua família. Ele descobre que o Ferreiro, o orquestrador da operação policial fracassada, é Schoonover. Castle o confronta e o executa, descobrindo posteriormente um esconderijo de armas e um colete à prova de balas.
Frank pinta um emblema de caveira em sua nova armadura e fornece suporte de atirador furtivo ao Demolidor durante um confronto com o Tentáculo. Com sua vingança pessoal aparentemente resolvida, ele mais tarde incendeia a antiga casa de sua família, simbolizando que abraçou plenamente sua identidade como o Justiceiro, e desaparece na noite.

### Descobrindo uma conspiração
Castle termina de perseguir os criminosos envolvidos na morte de sua família. Seis meses depois, ele trabalha em uma construção, mas luta contra seu isolamento. Frank se reconecta com o colega veterano Curtis Hoyle em busca de apoio emocional, enquanto é assombrado por seu passado no Afeganistão. A vida de Castle muda quando ele conhece Micro, um ex-analista da NSA, que revela um vídeo que implica a unidade militar de Frank na morte de um estrangeiro, Ahmad Zubair, durante uma missão em Kandahar. Essa descoberta leva Castle a se unir a Micro para descobrir a corrupção governamental e a verdade por trás de seu passado.
Frank descobre a Cerberus, uma unidade militar especial envolvida em operações moralmente questionáveis. Após uma missão desastrosa que causou a morte de vários soldados, Castle perdeu a fé no sistema militar. Sua busca por vingança se intensifica à medida que ele descobre uma conspiração envolvendo oficiais do governo como Rawlins, que orquestrou as mortes de sua família e tinha ligações com o comércio ilegal de armas. A parceria de Frank com Micro se aprofunda, mas o envolvimento da família de Micro faz com que Castle questione as consequências de suas ações. Enquanto isso, a agente da Segurança Interna Dinah Madani investiga o passado de Frank, levando a um impasse entre eles.
Castle então descobre que seu amigo Billy Russo o traiu, sabendo do plano para matar a família de Frank. Em um confronto, Castle desfigura o rosto de Russo em vez de matá-lo. Frank também confronta e derrota Rawlins, permitindo que Micro se reúna com sua família. Apesar de receber a oferta de uma nova vida, Castle opta por permanecer como o Justiceiro, ciente de que o custo de sua vingança permanecerá com ele.

### Protegendo Amy Bendix
Um ano e meio depois, Frank ajuda uma jovem chamada Rachel a escapar de um grupo perigoso em um bar. Após um tiroteio, eles fogem para um motel, onde Castle descobre que o nome verdadeiro de Rachel é Amy Bendix. O grupo continua a persegui-los, levando a uma série de confrontos. Frank pede ajuda a Madani, mas é forçado a se defender. Flashbacks revelam o passado de John Pilgrim como supremacista branco e sua missão de capturar Castle e Bendix. Frank e Bendix escapam para Nova York, onde Castle busca informações sobre Russo. Enquanto isso, Russo se recupera e começa a manipular veteranos para uma onda de assaltos.
Frank rastreia os russos que contrataram o grupo de Bendix, matando a maioria deles e poupando seu líder, Poloznev, que mais tarde é morto por Pilgrim. Frank descobre que Russo está planejando mais violência e o confronta. Durante o impasse, Castle percebe que Russo tem amnésia e não se lembra de ter matado sua família. A gangue de Russo continua sua onda de crimes, e Frank confronta Russo, revelando que ele foi o responsável pelas cicatrizes de Russo. Os homens de Russo emboscam Castle, mas Frank sobrevive e encontra Russo em Valhalla.
Após uma batalha brutal em Valhalla, Castle descobre que foi incriminado pelo assassinato de três mulheres. Ele é preso, mas posteriormente libertado por Page e Madani. Frank e Bendix escapam, mas Pilgrim continua a persegui-los. Castle mata Russo e confronta os Schultz em sua mansão. Frank mata Eliza Schultz e força Anderson Schultz a tirar a própria vida. Castle, Bendix e Pilgrim seguem caminhos separados, e Frank assume seu papel como o Justiceiro.

### Reencontro com Matt Murdock
Em seu esconderijo, Castle se reencontra com Murdock quando este descobre que a bala usada no assassinato de Hector Ayala tem o símbolo do Justiceiro. Enquanto Matt sugere lidar com os policiais corruptos que usam o símbolo indevidamente, Frank o repreende por se aposentar como Demolidor e não deixar Benjamin Poindexter morrer por matar Nelson um ano antes.
Castle é contatado por Page para proteger Murdock após a fuga de Poindexter. No apartamento de Matt, eles lutam contra a Força-Tarefa Antivigilância (AVTF) de Fisk, incluindo o assassino de Ayala, Cole North, que Frank insiste que Murdock mate, mas este último resiste. Ambos escapam de uma explosão e se reencontram com Page. Depois que Murdock e Page partem, Castle decide confrontar a AVTF em Red Hook, mas é derrotado. O policial Powell tenta convencê-lo a se juntar a eles, mas Frank o rejeita e é preso junto com outros vigilantes. Mais tarde, Castle engana um guarda da prisão e começa a se libertar.

## Aparições
Jon Bernthal interpreta Frank Castle / Justiceiro pela primeira vez em duas séries da Netflix do Universo Cinematográfico Marvel da Marvel Television: introduzido em um papel coadjuvante na segunda temporada de Daredevil (2016), ele mais tarde estrelou como o personagem na série spin-off The Punisher (2017-2019). Bernthal repete o papel nas produções da Marvel Studios, começando com a série Disney+ Daredevil: Born Again (2025-presente), e seguido por um especial de televisão sem título do Justiceiro (2026), comercializado sob o banner "Marvel Studios Special Presentation", e o filme Spider-Man: Brand New Day (2026).

## Em outras mídias
O dublê Eric Linden, que trabalhou em The Punisher como coordenador de dublês, diretor de segunda unidade e dublê de Bernthal, dirigiu e desempenhou o papel principal do Justiceiro no curta-metragem feito por fãs de 2020 Skull: Punisher Reawakened, produzido em associação com FXitinPost. 